# Longitarsus quadriguttatus
Longitarsus quadriguttatus là một loài bọ cánh cứng trong họ Chrysomelidae. Loài này được Pontoppidan mô tả khoa học năm 1765.